# Amanda Pilke
Amanda Pilke (ur. 2 marca 1990 w Joensuu) – fińska aktorka filmowa.
Zadebiutowała w 2003, mając 13 lat, w filmie Perły i wieprze (Helmiä ja sikoja) u boku Mikko Leppilampiego i Laury Birn. Jest jedną z popularniejszych skandynawskich aktorek młodego pokolenia.  Wystąpiła w kilkunastu produkcjach filmowych i telewizyjnych.
W 2009 otrzymała nagrodę Srebrny Delfin podczas Międzynarodowego Festiwalu Filmowego Festroia. W 2010 otrzymała nagrodę Jussi Award dla najlepszej aktorki drugoplanowej za film Zakazane owoce (Kielletty hedelmä), a także nagrodę dla najlepszej aktorki podczas Mons International Festival of Love Films w Belgii.
W 2012 wystąpiła w wielokrotnie nagradzanym filmie Oczyszczenie (Puhdistus). Zagrała młodą kobietę zmuszoną do prostytucji, uciekającą przed rosyjskimi gangsterami.

## Filmografia
- 2003: Helmiä ja sikoja (Perły i wieprze)
- 2007: Karjalan kunnailla
- 2008: Kielletty hedelmä (Zakazane owoce)
- 2010: Virta
- 2012: Puhdistus (Oczyszczenie)
- 2012: Vuosaari (Samotny port – miłość)